# Colliers Classic
Der Colliers Classic (auch Grand Prix Aarhus) ist ein ehemaliges dänisches Eintagesrennen im Straßenradsport.
Das Rennen wurde 1997 zum ersten Mal unter dem Namen Grand Prix Aarhus ausgetragen. Ab dem Jahr 2000 lief es unter dem Namen Samsung Mobile Grand Prix, ab 2002 unter CSC Classic und seit 2006 als Colliers Classic. Austragungsort war die Gegend rund um Aarhus. Seit 2005 zählte das Eintagesrennen zur UCI Europe Tour und in die UCI-Kategorie 1.1 eingestuft. Kein Fahrer konnte das 2007 zum vorerst letzten Mal ausgetragene Rennen zweimal für sich entscheiden.

## Sieger
- 2007  Juan José Haedo
- 2006  Erwin Thijs
- 2005  Jacob Moe Rasmussen
- 2004  Kurt Asle Arvesen
- 2003  Jakob Piil
- 2002  Laurent Jalabert
- 2001  Michael Sandstød
- 2000  Arvis Piziks
- 1999  Allan Johansen
- 1998  Romāns Vainšteins
- 1997  Bjarne Riis